# Chip Lubsen
Chip Lubsen, född den 13 juli 1955 i Alexandria, Virginia, är en amerikansk roddare.
Han tog OS-silver i åtta med styrman i samband med de olympiska roddtävlingarna 1984 i Los Angeles.